# Mahasoa
Mahasoa è una città e comune del Madagascar situata nel distretto di Ihosy, regione di Ihorombe. 
La popolazione del comune rilevata nel censimento 2001 era pari a 2 600 unità.